# Édouard Roger-Vasselin
Édouard Roger-Vasselin (n. 28 noiembrie 1983, Gennevilliers, Île-de-France, Franța) este un jucător profesionist de tenis din Franța specializat la dublu. A câștigat două titluri de Grand Slam. La dublu masculin la Roland Garros 2014, în pereche cu Julien Benneteau, și la dublu mixt la Roland Garros 2024, în pereche cu Laura Siegemund. Cea mai bună poziție în clasamentul ATP la dublu este locul 6 mondial, în noiembrie 2014, A câștigat 28 de titluri la dublu în Turul ATP, inclusiv Cincinnati Masters 2015 cu Daniel Nestor. Este fiul semifinalistului de la Roland Garros 1983, Christophe Roger-Vasselin.